# Draba stellata
Draba stellata är en korsblommig växtart som beskrevs av Nikolaus Joseph von Jacquin. Draba stellata ingår i släktet drabor, och familjen korsblommiga växter. Inga underarter finns listade i Catalogue of Life.

## Bildgalleri

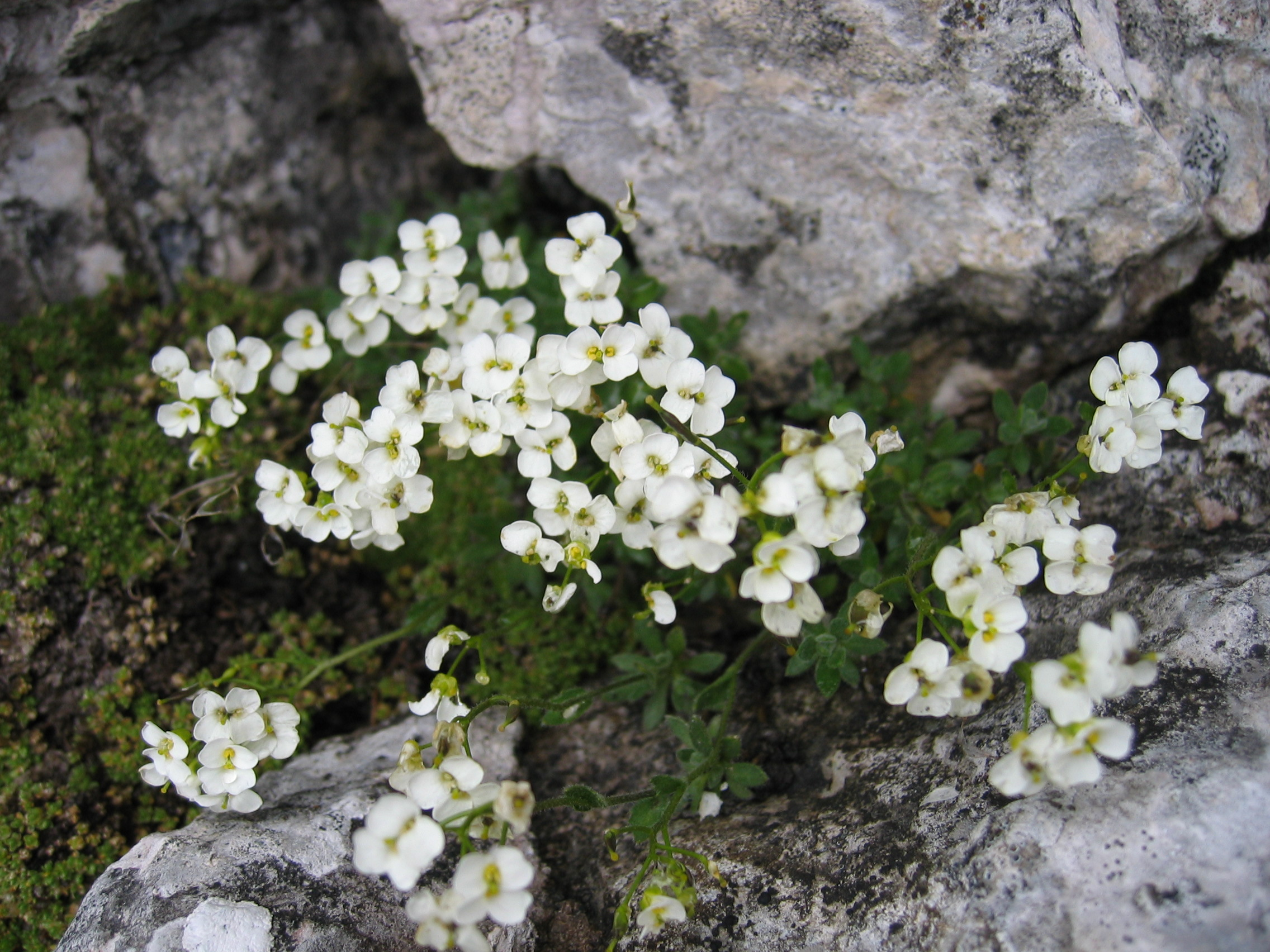
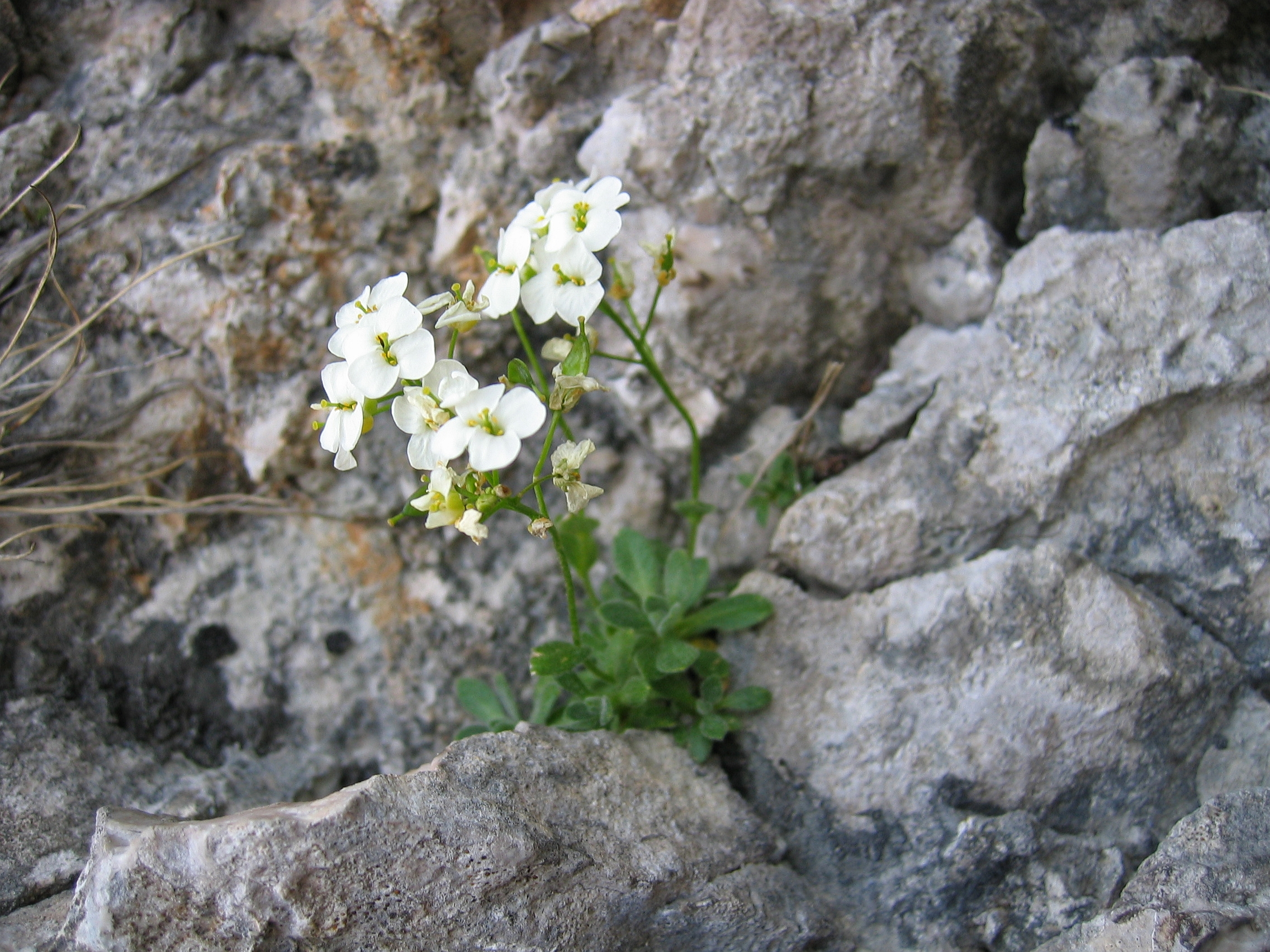
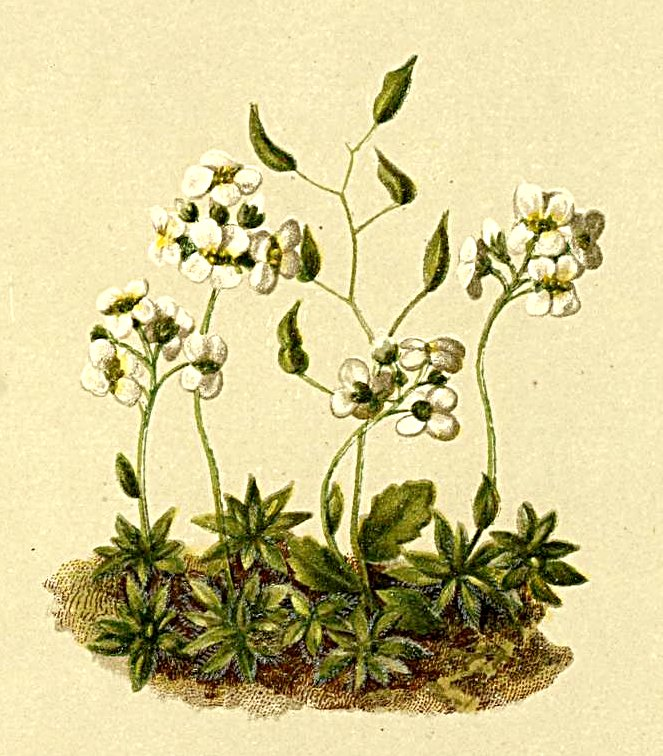